# Christophe Cocard
Christophe Cocard (Bernay, 23 novembre 1967) è un ex calciatore francese, di ruolo centrocampista.

## Palmarès

### Club

#### Competizioni nazionali
- Campionato francese: 1

Auxerre: 1995-1996
- Coppa di Francia: 2

Auxerre: 1994, 1996